# 里绍德·索比罗夫
里绍德·索比罗夫（Rishod Sobirov，1986年9月11日—）乌兹别克斯坦柔道运动员。他赢得了2008年北京奥运会60公斤以下级的铜牌。也曾获得2010年和2011年世锦赛冠军。